# یوری کورنی
یوری کورنی (انگلیسی: Yuri Korneev; ۲۶ مارس ۱۹۳۷ – ۱۷ ژوئن ۲۰۰۲) بازیکن بسکتبال اهل اتحاد جماهیر شوروی سوسیالیستی بود.
وی در مسابقات کشوری و بین‌المللی در مجموع برندهٔ ۲ مدال طلا، ۲ مدال نقره، ۱ مدال برنز شده‌است.